# 안치행
안치행은 일제강점기 시대의 전라남도 진도 가사도에서 태어난 대한민국의 기타리스트이고 편곡 및 작곡가이자, 록 음악가 김기표 등과 의기상투하여 '안타프로덕션'을 설립한 사업가이다.
1967∼71년에 실버코인스(Silver Coins)라는 이름으로 미8군 무대 ‘패키지 쇼’에서 활동, 그리고 1972∼75년에는 영사운드에서 기타리스트로 활동했다.

## 대표곡

### 작곡
- 오동잎 : 가수 최헌
- 사랑만은 않겠어요 : 작사/작곡 , 가수 윤수일
- 구름 나그네 : 가수 서유석
- 연안 부두 :  김 트리오
- 아! 바람이여:가수 박남정
- 울면서 후회하네 : 주현미
- 힙합 반야심경
- 앵두 : 최헌

### 편곡
- 돌아와요 부산항에